# Kállai Ernő (jogász)
Kállai Ernő (Budapest, 1969. december 1. –) roma származású történelem szakos tanár, jogász, az Apor Vilmos Katolikus Főiskola főiskolai tanára, az MTA Kisebbségkutató Intézetének tudományos kutatója, 2007–2011 között a nemzeti és etnikai kisebbségi jogok országgyűlési biztosa.

## Élete
1988 és 1997 között tanár volt különböző oktatási intézményekben. 1994-ben végzett az Eszterházy Károly Tanárképző Főiskolán Egerben történelem–ének szakos tanárként. 1994 és 1995 között tanfolyamon okleveles újságíró diplomát szerzett. 1995-ben a Magyar Rádiónál okleveles hírszerkesztő, rádiós újságíró. 1996 és 1998 között RPA munkatárs. 1998-ban az ELTE Bölcsészettudományi Karán középiskolai történelem szakos tanári diplomát szerzett és még ebben az évben a Magyar Tudományos Akadémia Etnikai-nemzeti Kisebbségkutató Intézetének a Romológiai kutatócsoportjának vezetője lett. 1998–tól 2004-ig a Gandhi Közalapítvány kuratóriumának tagja. 1999 és 2002 között a Miskolci Egyetem Szociológia Tanszékén egyetemi oktató volt. 2002-ben az ELTE Állam- és Jogtudományi Karán jogász diplomát szerzett és még ebben az évben lesz az Apor Vilmos Katolikus Főiskola Romológia és Alkalmazott Társadalomtudományi Intézet intézetvezető főiskolai docense. 2002–től 2005-ig az Autonómia Alapítvány kuratóriumának tagja. 2007-től pedig az Egyenlő Bánásmód Szakmai Tanácsadó Testület tagja. 2008-ban PhD fokozatot szerez, 2009-től főiskolai tanári kinevezést kap.
Tagja a Magyar Néprajzi Társaságnak, a Magyar Politikatudományi Társaságnak, a Magyar Szociológiai Társaságnak és a Magyar Jogász Egyletnek. Az Apor Vilmos Katolikus Főiskola Romológiai és Alkalmazott Társadalomtudományi Intézetének címzetes intézetvezetője.

### Ombudsmani tevékenysége
Sólyom László köztársasági elnök javaslatára 2007. június 11-én az Országgyűlés 326 igen és 14 nem szavazattal Kállai Ernőt megválasztotta a nemzeti és etnikai jogok biztosának. „Megpróbálom a saját hatásköröm kereteit feszegetni. Különösen a faji alapú diszkriminációs ügyekben szeretnék nagyobb jogosultsággal eljárni” – nyilatkozta.

## Elismerések, díjak
- 2006 Kisebbségekért Díj
- 2005 kiemelkedő kutatási tevékenységért az Országos Cigány Önkormányzat kitüntetése

## Publikációi

### Önálló kötet magyarul
- Helyi cigány kisebbségi önkormányzatok Magyarországon; MTA Etnikai-nemzetiségi Kisebbségkutató Intézet–Gondolat Kiadói Kör, Bp., 2005
- Megszüntetve. A kisebbségi ombudsman összegzése; Országgyűlési Biztos Hivatala, Bp., 2011 + CD-ROM
- A társadalmi együttélés kérdései. Felsőoktatásban és felnőttképzésben dolgozók oktatói kompetenciáinak kialakítása és fejlesztése a kisebbségi közösségek, az esélyegyenlőségi ismeretek, valamint az érdekvédelem vonatkozásában; Eszterházy Károly Főiskola, Eger, 2014
- A cigány kulturális örökség néhány eleme; Eszterházy Károly Főiskola Roma Szakkollégiuma, Eger, 2015
- Bevezetés a magyarországi romák társadalomtörténetébe; Eszterházy Károly Főiskola Roma Szakkollégiuma, Eger, 2015
- Önkormányzatok, kisebbségi önkormányzatok és autonómia; Eszterházy Károly Főiskola Roma Szakkollégiuma, Eger, 2015
- Ahol már álmai sem lehetnek a gyerekeknek. Egy falusi roma közösség a 21. századi Magyarországon; Jezsuita Roma Szakkollégium, Bp., 2015

### Szerkesztett kötetek magyarul
- Kállai Ernő, Törzsök E. (szerk.): Cigánynak lenni Magyarországon, Európai Összehasonlító Kisebbségkutatások Programiroda, 2000, p. 89 p.
- Kállai Ernő (szerk.): A magyarországi cigány népesség helyzete a 21. század elején. Kutatási gyorsjelentés. MTA Etnikai-nemzeti Kisebbségkutató Intézet, 2003, 145 p.
- Kállai Ernő, Törzsök Erika (szerk.): Cigánynak lenni Magyarországon. Jelentés 2002. Változások, az ígéretek és a várakozások éve, Európai Összehasonlító Kisebbségkutatások Közalapítvány, 2003, 100 p.
- Kállai Ernő, Törzsök Erika (szerk.): Cigánynak lenni Magyarországon. Jelentés 2003: Látványpolitika és megtorpanás, EOKIK, Budapest, 2004, 220 p.
- Kállai Ernő, Törzsök Erika (szerk.): Átszervezések kora. Cigánynak lenni Magyarországon. Jelentés 2002–2006. EOKIK, Budapest, 2004, 220 p.
- Kállai Ernő, Törzsök Erika (szerk.): Cigánynak lenni Magyarországon. Jelentés 2004: Helybenjárás, EOKIK, Budapest, 2005, 203. p.
- Megismerés és elfogadás. Pedagógiai kihívások és roma közösségek a 21. század iskolájában; szerk. Kállai Ernő, Kovács László; Nyitott Könyvműhely, Bp., 2009
- A jövevényektől az államalkotó tényezőkig. A nemzetiségi közösségek múltja és jelene Magyarországon; szerk. Gyulavári Tamás, Kállai Ernő; Országgyűlési Biztos Hivatala, Bp., 2010
- Cigányok/romák a "hosszú 20. század" magyar társadalmában. Szöveggyűjtemény; szerk. Kállai Ernő; Eszterházy Károly Főiskola Roma Szakkollégiuma, Eger, 2015

### Szerkesztett kötetek idegen nyelven
- Kállai Ernő, Törzsök Erika (eds): A Roma's Life in Hungary. Bureau for Europen Comparative Minority Research, 2000, 99 p.
- Kállai Ernő (ed.): The Gypsies/The Roma in Hungarian Society, Teleki László Alapítvány, 2002, 177 p.
- Kállai Ernő, Törzsök E. (szerk.): A Roma's life in Hungary. Report 2002: A year of changes, promises and expectations. EOKIK, Budapest, 2003, 100 p.
- Kállai Ernő, Törzsök Erika (eds): A Roma's Life in Hungary. Report 2003: Illusory politics and standing still. EOKIK, Budapest, 2004, 218 p.
- Kállai Ernő, Törzsök Erika (eds): A Roma's Life in Hungary. Report 2004. Stagnation. EOKIK, Budapest, 2004, 163. p.
- Kállai Ernő, Törzsök Erika (eds): The Age of Reorganization. A Roma's Life in Hungary. Report between 2002 and 2006. EOKIK, Budapest, 2006, 165. p.

### Tanulmányok, kötetfejezetek magyarul
- A kisebbségek léthelyzetéről és a jogokról. In: Trócsányi László (szerk.): A mi alkotmányunk. Vélemények és elemzések Magyarország Alkotmányáról. pp. 430–434.
- Kormányzati romapolitika az elmúlt négy évben. In: Kállai Ernő – Törzsök Erika (szerk.): Átszervezések kora. Cigánynak lenni Magyarországon. Jelentés 2002–2006. pp. 187–203.
- Válogatás a magyarországi romákat érintő legfontosabb eseményekből 2002–2006. In: Kállai Ernő – Törzsök Erika (szerk.): Átszervezések kora. Cigánynak lenni Magyarországon. Jelentés 2002–2006. pp. 13– 56.
- Első kísérlet egy konfliktusmodell alkotására a roma – nem roma együttélésben. In: Kovács Nóra – Osvát Anna – Szarka László (szerk.): Etnikai identitás, politikai lojalitás. Nemzeti és állampolgári kötődések. Tér és Terep 4. Budapest, Balassi Kiadó, 2005. pp. 150–163.
- Válogatás a magyarországi romákat érintő 2002-es eseményekből. In: Cigánynak lenni Magyarországon. Jelentés 2004. EOKIK. 2005. pp. 5–40.
- A helyi cigány kisebbségi önkormányzatok működésének néhány tapasztalata Magyarországon. „... én húzom a szekeret, és ők meg tolják, ha kell ..." In: Cigánynak lenni Magyarországon. Jelentés 2004. EOKIK. 2005. pp. 130–157.
- Helyi cigány kisebbségi önkormányzatok Magyarországon. In: Pro Minoritate 2005/nyár. 110-140.
- Kisebbségi önkormányzatok, In: Deszpot G., Diósi Á. (szerk.): Fejéről a talpára. Ismeretek a cigányságról a cigányságért., Fővárosi Tegyesz/Önkonet Kft, 2004, pp. 114–126.
- Válogatás a magyarországi romákat érintő 2003-as eseményekből, In: Kállai E., Törzsök E. (szerk.): Cigánynak lenni Magyarországon Jelentés 2003: Látványpolitika és megtorpanás, EOKIK, Budapest, 2004, pp. 10–40.
- Társadalmi, politikai események, In: Kállai E., Törzsök E. (szerk.): Cigánynak lenni Magyarországon Jelentés 2003: Látványpolitika és megtorpanás, EOKIK, Budapest, 2004, pp. 126–132.
- Működési tapasztalatok és változási igények a helyi cigány kisebbségi önkormányzatoknál, In: Kovács Nóra, Osvát Anna, Szarka László (szerk.): Tér és terep. Tanulmányok az etnicitás és az identitás kérdésköréből. III. Akadémiai Kiadó, Budapest, 2004, pp. 227–252.
- Cigány kisebbségi önkormányzatok Magyarországon – kutatási gyorsjelentés, In: Kállai E. (szerk.): A magyarországi cigány népesség helyzete a 21. század elején. Kutatási gyorsjelentés. MTA Etnikai-nemzeti Kisebbségkutató Intézet, 2003, pp. 27–91.
- Kormányzati törekvések 2002: a választások, a változások, és a várakozások éve. In: Kállai E. (szerk.): Cigánynak lenni Magyarországon. Jelentés 2002. A változások, az ígéretek és a várakozások éve., Európai Összehasonlító Kisebbségkutatások Közalapítvány, 2003, pp. 92–99.
- Válogatás a magyarországi romákat érintő 2002-es eseményekből. In: Kállai E. (szerk.) Cigánynak lenni Magyarországon. Jelentés 2002. A változások, az ígéretek és a várakozások éve. EOKIK, Budapest, 2003, pp. 8–28.
- A cigány és nem cigány népesség alakulása a CKÖ kutatás által vizsgált területen, In: Kovács Nóra, Szarka László (szerk.): Tér és terep. Tanulmányok az etnicitás és az identitás kérdésköréből, Akadémiai Kiadó, Budapest, 2003, pp. 149–162.
- Népszámlálási nemzetiségi adatok – romák, In: Kovács Nóra, Szarka László (szerk.): Tér és terep. Tanulmányok az etnicitás és az identitás kérdésköréből, Akadémiai Kiadó, Budapest, 2003, pp. 293–298.
- A cigányzenészek helye és szerepe a magyar társadalomban és a magyar kultúrában, In: Kovács Nóra, Szarka László (szerk.): Tér és terep. Tanulmányok az etnicitás és az identitás kérdésköréből, Akadémiai Kiadó, 2002, pp. 327–345.
- Cigány Kisebbségi Önkormányzatok Magyarországon, In: Reisz T., Andor M. (szerk.): A cigányság társadalomismerete, Iskolakultúra, 2002, pp. 90–100.
- Cigányzenészek, In: Kováts András (szerk.): Roma migráció, MTA Kisebbségkutató Intézet-Nemzetközi Migrációs és Menekültügyi Kutatóközpont, 2002, pp. 72–90.
- Roma vállalkozók, In: Kovalcsik K. (szerk.): Tanulmányok a cigányság társadalmi helyzete és kultúrája köréből, BTF-IFA-MKM, 2002.
- Magaura cigányok, Beszélő, III. folyam, VI. évfolyam (2. szám), 66-74. (2001)
- Roma vállalkozók 1998-ban, In: Kemény István (szerk.): Cigányok/romák és a lálthatatlan gazdaság, AKM-Osiris, 2000, pp. 38–80.
- A cigányság története 1945-től napjainkig, In: Kemény István (szerk.): A magyarországi romák. Útmutató Kiadó, 2000, pp. 16–24.
- Kállai Ernő, Szuhay Péter: Kiemelkedő személyiségek, In: Kemény István (szerk.): A magyarországi romák, Útmutató Kiadó, 2000, pp. 121–127.
- Cigányság és cigányságkutatás, In: Böszörményi J., Józsa M. (szerk.): A romakérdés az integráció csapdájában, Európai Összehasonlító Kisebbségkutatások Programiroda, 2000, pp. 54–58.
- Cigányzenészek és külföldi lehetőségeik, Mozgó Világ, 26. évfolyam (10), 96-101 (2000)
- A cigányság története 1945-től a rendszerváltásig és a rendszerváltás után, In: Kállai E., Törzsök E. (szerk.): Cigánynak lenni Magyarországon, Európai Összehasonlító Kisebbségkutatások Programiroda, 2000, pp. 11–16.
- Zene, In: Kállai Ernő, Törzsök Erika (szerk.): Cigánynak lenni Magyarországon, Európai Összehasonlító Kisebbségkutatások Programiroda, 2000, pp. 64–67.
- Kormányzati, politikai törtekvések, In: Kállai Ernő, Törzsök Erika (szerk.): Cigánynak lenni Magyarországon, Európai Összehasonlító Kisebbségkutatások Programiroda, 2000, pp. 71–81.
- Egy cigány kisebbségi önkormányzat működése, In: Csefkó F., Pálné Kovács I. (szerk.): Kisebbségi önkormányzatok Magyarországon, 1994–1998, Osiris-MTA Kisebbségkutató Műhely-MTA Regionális Kutatások Központja, 1999, pp. 300–307.
- Romák a médiában – mintegy bevezetésként, Regio, 10. évfolyam(1), 218-220 (1999)
- Az abonyi cigány kisebbségi önkormányzat működése, Regio, 9. évfolyam (4), 99-110 (1998)
- A cigányság és a jogvédelem, Kisebbségkutatás, 7. évfolyam (3. szám), 383-384 (1998)

### Tanulmányok, kötetfejezetek idegen nyelven
- Legislation and Government Programs Relating to the Roma Population in Hungary since the Political Changes of 1989-90. In: Kemény István (ed): Roma of Hungary. Columbia University Press, New York, 2005. 288-334. p.
- Magaura Roma. Roma Enterpreneurs in 1998. In: Kemény István (ed): Roma of Hungary. Columbia University Press, New York, 2005. 247-272. p.
- The government's Roma policy in the past four years. In: Kállai Ernő, Törzsök Erika (eds): The Age of Reorganization. A Roma's Life in Hungary. Report between 2002 and 2006. EOKIK, Budapest, 2006. pp. 148–165.
- A chronological digest of events affecting the Roma of Hungary in 2002–2006. In: Kállai Ernő, Törzsök Erika (eds): The Age of Reorganization. A Roma's Life in Hungary. Report between 2002 and 2006. EOKIK, Budapest, 2006. pp. 13–58.
- Some Experience about the Operation of Local Roma Self-governments in Hungary. „... I pull the cart and they push it, if necessary ..." In: A Roma's life in Hungary. Report 2004: Stagnation, (Eds Kállai E., Törzsök E.), EOKIK, Budapest, 2005. pp. 137–163.
- A chronological digest of events affecting the Roma of Hungary in 2004. In: A Roma's life in Hungary. Report 2004: Stagnation, (Eds Kállai E., Törzsök E.), EOKIK, Budapest, 2005. pp. 9–45.
- Legislation and Government Programs Relating to the Roma Population in Hungary since the Political Changes of 1989-90 In: István Kemény (ed.): Roma of Hungary. 2005.
- Magaura Roma. Roma Entrepreneurs in 1998 In: István Kemény (ed.): Roma of Hungary. 2005.
- A chronological digest of events affecting the Roma of Hungary in 2003. In: A Roma's life in Hungary. Report 2003: Illusory politics and standing still, (Eds Kállai E., Törzsök E.), EOKIK, Budapest, 2004, pp. 11–43.
- Events in Goverment, Politics and Society, In: A Roma's Life in Hungary. Report 2003: Illusory Politics and Standing Still, (Eds Kállai E, Törzsök E), EOKIK, Budapest, 2004, pp. 138–144.
- A chronological digest of events affecting the Roma of Hungary in 2002. In: A Roma's life in Hungary. Report 2002: a year of changes, promises and expectations, (Eds Kállai E., Törzsök E.), EOKIK, Budapest, 2003, pp. 9–32.
- Government initiatives in 2002: a year of elections, changes and expectations. In: A Roma's life in Hungary. Report 2002: a year of changes, promises and expectations, (Eds Kállai E., Törzsök E.), EOKIK, Budapest, 2003, pp. 106–113.
- The Hungarian Roma Population During the Last-Half Century, In: The Gypsies/The Roma in Hungarian Society, (Ed. Kállai E), Teleki László Alapítvány, 2002, pp. 35–50.
- Gypsy Musicians, In: Roma Migration, (Ed. Kováts A), MTA Kisebbségkutató Intézet-Nemzetközi Migrációs és Menekültügyi Kutatóközpont, 2002, pp. 75–96.
- History of the Gypsies of Hungary, In: Europe in – Sight, (Eds Ambrus D, Harkányi L), Pillar Foundation, 2002, pp. 193–198.
- Music, In: Europe in – Sight, (Eds Ambrus D, Harkányi L), Pillar Foundation, 2002, pp. 233–236.

- The Situation of the Roma in Hungary on the Threshold of the Third Millenium, Ministry of Foreign Affairs, Hungary, 2001, 32 p.
- La Situation Des Tsiganes De Hongrie Au Seuil Du Troisiéme Millénaire, Ministry of Foreign Affairs, Hungary, 2001, 32 p.
- Die Lage der Roma in Ungarn zu Beginn des 3. Jahrtausends, Ministerium für auswartige Angelegenheiten, 2001, p. 32 p.
- The Roma and research on the Roma, In: Caught in the Trap of Integration, (Eds Böszörményi J, Józsa M), Bureau for European Comparative Minority Research, 2000, pp. 54–58.
- History of the Gypsies from 1945 to the 1989 change in régime, In: A Roma's Life in Hungary, (Eds Kállai E., Törzsök E.), Bureau for Europen Comparative Minority Research, 2000, pp. 13–20.
- Legislative and policy initiatives, In: A Roma's Life in Hungary, (Eds Kállai E., Törzsök E.), Bureau for Europen Comparative Minority Research, 2000, pp. 79–86.
- Music, In: A Roma's Life in Hungary, (Eds Kállai E, Törzsök E), Bureau for Europen Comparative Minority Research, 2000, pp. 72–75.

## Külső hivatkozások
- Etnikai béketerv kell! Napirend előtt beszélt a Parlamentben Kállai Ernő 2009. február 24.[halott link]